# سحيم بن حمد آل ثاني
الشيخ سحيم بن حمد بن عبد الله بن جاسم آل ثاني ولد بمدينة الدوحة عام 1933، وهو الابن الخامس للشيخ حمد بن عبد الله بن جاسم بن محمد آل ثاني. تولى الشيخ سحيم منصب أول وزير خارجية لدولة قطر يوم 23 فبراير عام 1972م. وهو قائد سياسي ودبلوماسي محنك وصاحب رؤية. أسهم الشيخ سحيم في بناء قطر الحديثة، إذ شهدت الساحة السياسية في عهده تطورًا ملحوظًا؛ حيث كان له دور بارز في المؤتمرات المحلية، والإقليمية، والدولية، وكان من أكبر المساندين للقضية الفلسطينية، والقضايا العربية، ولعب دورًا كبيرًا في سعيه للتوافق العربي، والوحدة العربية. وقد أسهم إسهاماً كبيراً في رفع اسم قطر عالياً في مختلف المحافل العربية والدولية، ومثّل دولة قطر في دورات الأمم المتحدة والمؤتمرات العربية والدولية. وارتبط بعلاقات صداقة شخصية بالعديد من القادة والزعماء العرب وخاصة من دول مجلس التعاون الخليجي.

## حياته السياسية المبكرة
قبل توليه منصب وزير الخارجية، سافر الشيخ سحيم بن حمد إلى الكثير من الدول العربية، ودول العالم، وقد رافق في كثير من هذه الجولات عمه الشيخ علي، وابن عمه الشيخ أحمد بن علي وشقيقه الشيخ خليفة، والتقى بعدد كبير من رؤساء الدول ووزرائها. وكان رفيق درب شقيقه الشيخ خليفة بن حمد ال ثاني أمير دولة قطر الأسبق في جميع محاطات حياته السياسية والاجتماعية حيث لعب دورا مهماً وبارزاً في الحركة التصحيحية التي قادها الأخير لحكم البلاد في الثاني والعشرين من فبراير عام 1972م.

## منصب وزير الخارجية
عُيّن الشيخ سحيم بن حمد وزيرا للخارجية القطرية الناشئة بعد الاستقلال، ونجح في مهمة إدخال بلاده في المحافل الدولية والعربية والإسلامية كما كان له الفضل في التوصل إلى هدنة إعلامية وعسكرية غير مكتوبة بين الرئيس العراقي صدام حسين والرئيس السوري حافظ الأسد حيث أنهى التوتر القائم بينهما آنذاك، وكذلك فعل مع المغرب و الجزائر وجبهة البوليساريو، كما أسهم في المصالحة بين القيادة الأردنية والفلسطينية بعد قطيعة أحداث الأردن التي عُرفت باسم أيلول الأسود عام 1970م.

## أسرته

### زوجته
- منى بنت جاسم آل حسن الدوسري

### أبناؤه
- الشيخ حمد بن سحيم
- الشيخ عبد العزيز بن سحيم
- الشيخ عبد الله بن سحيم
- الشيخ محمد بن سحيم
- الشيخ خالد بن سحيم
- الشيخ جاسم بن سحيم
- الشيخ نايف بن سحيم
- الشيخ سلطان بن سحيم
- الشيخ سحيم بن سحيم

### بناته
- الشيخة منى بنت سحيم
- الشيخة روضة بنت سحيم
- الشيخة أمينة بنت سحيم
- الشيخة العنود بنت سحيم
- الشيخة منيرة بنت سحيم

## سماته الشخصية
عُرِف الشيخ سحيم بن حمد آل ثاني، رحمه الله، بشخصيته القيادية وحنكته السياسية، وكان يتميز بشخصية فريدة جمعت خصال الشجاعة، والشهامة، والكرم اللامحدود، وكان يتوافد على مجلسه الشيوخ والأمراء والزعماء والعلماء والأغنياء والتجار والحضر والبدو والأعيان والأجانب من كافة الأقطار، وكذلك الفقراء والمحتاجين، فكان يكرمهم ويحسن وفادتهم ولا يدع أحداً يغادر مجلسه إلا وقد طيّب خاطره وسعى لحل مشاكله.

## هواياته
كان الشيخ سحيم بن حمد آل ثاني، رحمه الله، من هواة القنص والصيد، وله فيها رحلات ومواقف كثيرة. وقد تم توثيق بعض من هذه الرحلات في مشاهد ومقتطفات تلفزيونية نشرتها قناة الريان الفضائية ضمن برنامج «لوّل» في سلسلة حلقات تحت عنوان: "مقناص الشيخ سحيم بن حمد آل ثاني 1985م".

## الوفاة
تُوفي يوم الأربعاء 1405/12/5 هـ الموافق 21 أغسطس 1985م، عن عمر ناهز الثانية والخمسين عاماً إثر نوبة قلبية مفاجئة، ودُفِن بمقبرة الريان.

## تكريمه
في الخامس من يوليو عام 1988م، صدر قرار من لجنة تسمية أسماء الشوارع القطرية، التابعة للديوان الأميري، بتسمية سحيم بن حمد، على أحد أهم الشوارع الرئيسية في العاصمة القطرية الدوحة، وذلك تكريماً لمجهوداته الوطنية والاجتماعية والسياسية. كما تم إطلاق اسمه على الملعب الرئيسي لنادي قطر الرياضي، ليُعرف باسم استاد سحيم بن حمد، والذي يقع في منطقة الدفنة في العاصمة القطرية الدوحة وتتسع مدرجاته لـ15 ألف متفرج.